# Sarah Mühlhause
Sarah Mühlhause (* 26. Juni 1982 in Berlin) ist eine deutsche Schauspielerin.

## Leben
Sarah Mühlhause wurde in Berlin geboren und absolvierte eine Schauspielausbildung an der Freiburger Schauspielschule. 2002 ging sie nach Madrid und drehte dort mehrere Werbespots. Es erfolgten erste Filmrollen (Die Zeit, die man Leben nennt, ZDF-Film von 2008 u. a.). Ferner wirkte sie 2008 im Video zu Gameboy, einem Lied der Musikgruppe Liquido, mit.  Großen Erfolg feierte sie 2009 in dem spanischen Film Fuga de cerebros, der beim Film-Festival Málaga Premiere feierte und den Publikumspreis gewann. Ebenfalls erreichte der Film Platz eins in den spanischen Kinocharts.
2010 übernahm sie an der Seite des US-Schauspielers Jon Chardiet und des britischen Schauspielers Martin Jarvis die weibliche Hauptrolle Barbara von Schmerling in der satirischen Kinokomödie NEANDER-JIN. Der Film gewann international mehrere Preise, unter anderem 'Best of Show 2011' auf dem 'Indie Fest'. Heute lebt Mühlhause wieder in Berlin-Friedrichshain und dreht vermehrt deutsche Filme. Vom 2. November 2010 bis 13. April 2012 war sie als Carla Rohnstedt in der Sat.1-Telenovela Anna und die Liebe zu sehen.
Am 26. Oktober 2012 wurde Sarah Mühlhause mit dem German Soap Award 2012 in der Kategorie „Bösester Fiesling“ ausgezeichnet.